# Чашин
Чашин (пол. Czaszyn) — село в Польщі, у гміні Загір'я Сяноцького повіту Підкарпатського воєводства. Давнє лемківське село.
Населення — 1401 особа (2011).

## Розташування
Знаходиться за 8 км на південний захід від Загір'я, 12 км на південь від Сяніка і 67 км на південь від Ряшева, над річкою Ослава.
Через село пролягає воєводська шосейна дорога № 892 Загір’я-Команча та залізниця № 107 Нове Загір’я-Лупків на Словаччину.

## Історія
Перша письмова згадка відноситься до 17 червня 1424 року, коли шляхетний Іванко з Чашина продав свою вітцівщину за 500 марок Миколаєві й Стечкові —— братам з Тарнави. Входило до Сяноцької землі Руського воєводства.
У 1772-1918 рр. — у складі Австро-Угорської монархії. У 1872 р. введені в експлуатацію Перша угорсько-галицька залізниця і залізнична станція в селі, що призвело до припливу поляків. У 1880 р. в селі разом з присілком Чашин було 857 греко-католиків, 200 римо-католиків і 20 юдеїв.
У 1919-1939 рр. — у складі Польщі. На 1.01.1939 в селі було переважно лемківське населення: з 1160 жителів села — 730 українців, 420 поляків і 10 євреїв. Село входило до ґміни Лукове Ліського повіту Львівського воєводства.
У середині вересня 1939 року німці окупували село і в 1941-1943 рр. винищили євреїв. 13 вересня 1944 року радянські війська заволоділи територією села і насильно мобілізували чоловіків у армію. Після Другої світової війни Закерзоння, попри сподівання українців на входження в УРСР, було віддане Польщі
В 1945–1947 роках все українське населення було піддане етноциду — насильно переселене як до СРСР так й до північно-західної Польщі — Повернених Земель..
У 1975-1998 роках село належало до Кросненського воєводства.

### Церква
Церква святого Миколая згадується в 1761 р.
У 1843 рр. зведена мурована церква, яка була парафіяльною і належала до Ліського деканату Перемиської єпархії.
До 1947 р. в селі була греко-католицька парохія, в 1936 р. налічувала 725 парафіян Чашина і 269 з Березовця.
Після депортації українців церква використовувалась як костел до 2010 р., тепер — поховальна каплиця.

## Демографія
Демографічна структура станом на 31 березня 2011 року:
|          | Загалом | Допрацездатний вік | Працездатний вік | Постпрацездатний вік |
| -------- | ------- | ------------------ | ---------------- | -------------------- |
| Чоловіки | 710     | 155                | 484              | 71                   |
| Жінки    | 691     | 132                | 422              | 137                  |
| Разом    | 1401    | 287                | 906              | 208                  |